# Melissa Etheridge
Melissa Lou Etheridge (Leavenworth, Kansas, 29 de maio de 1961) é uma cantora e compositora estado-unidense de rock vencedora de dois prêmios Grammy e um Oscar.

## Início da vida e carreira
Etheridge nasceu em Leavenworth, Kansas. Ela estudou no David Brewer School que ainda está localizado na Rua 17 e Osage. Se formou em 1979 na Leavenworth High School (LHS), na Avenida 10 (Halderman). Melissa era foi membro do primeiro "Power and Life", um Grupo de Dança / musical em que ainda está ativo hoje. Na infância de 1902, Melissa vivia em Miami Street. O pai de Melissa, John, era um professor, conselheiro e diretor atlético da LHS. Frequentou o Berklee College of Music em Boston por três semestres de 1979 e 1980 e era amigo de seu colega Lauren Passarelli, agora uma professor de guitarra no Berklee. Enquanto em Boston, ainda estudante, Etheridge trabalhou em muitos estabelecimentos locais, incluindo o Ken's By George. Em 1982 mudou-se de Leavenworth para Los Angeles, na Califórnia, para entrar no negócio da música. Ela fez alguns pequenos concertos apresentando-se em The Candy Store no Sunset Strip,  bem como em pelo menos quatro bares de lésbicas e afins: Robbie's, the Executive Suite and the Que Sera Sera em Long Beach, Califórnia e Vermie's em Pasadena, Califórnia. Alguns de seus primeiros fãs de Vermie deram uma fita demo para Bill Leopold, o marido de uma amiga que trabalhava no negócio da música. Etheridge foi testada por Leopold, que ficou tão impressionado que se ofereceu para representá-la no local.
Como Etheridge continuou a se apresentar em bares de lésbicas em Los Angeles, Leopold chamou para executivos da música para vir vê-la cantar. Eventualmente, ela chamou a atenção da A&M Records, que contratou-a como compositora de pessoal. Por dois anos, Etheridge escreveu música para A & M e muitas de suas canções foram gravadas por artistas. Em 1985, Etheridge mandou uma fita demo a Olivia Records, uma gravadora de lésbicas, mas acabou por ser rejeitada. Ela salvou a carta de rejeição, assinado por "mulheres de Olivia", que mais tarde foi mostrada na (TV series), o Lifetime Television documentário sobre sua vida.
Em 1986, Etheridge assinou com a Island Records, mas o seu primeiro álbum foi rejeitado pela gravadora por ser demasiado polido e brilhante. Tendo em conta quatro dias no estúdio para re-gravar, ela cortou dez faixas que foram lançadas em seu Álbum de estréia.
Etheridge lançou dez álbuns em sua carreira. Três deles ganharam Disco de Platina: Melissa Etheridge (1988), Yes I Am (1993) e Your Little Secret (1995). Dois platina duplos e mais dois ouros duplos.
Etheridge é uma fã de Bruce Springsteen e fez covers de suas canções "Thunder Road" e "Born to Run" durante apresentações ao vivo. Ela também é fã da Dave Matthews Band e manifestou interesse em colaborar com eles.
Em 1992, Melissa estudou com uma bolsa de estudos em artes cênicas (LHS) em honra de seu pai. Melissa disse que seu pai usava para "passar o fim de semana dirigindo-me para Kansas City e todos os pontos em torno de lá para que eu pudesse tocar em bandas. Eu não poderia ter ido sem ele".
Em uma visita a Leavenworth, em Novembro de 1994, ela realizou um show beneficente de um novo parque a ser construído perto da escola. Um campo de futebol no parque será nomeado após a morte seu pai. Enquanto ela estava aqui, ela também doou dinheiro para ajudar a renovar o Performing Arts Center, em Leavenworth, na 401 Delaware.

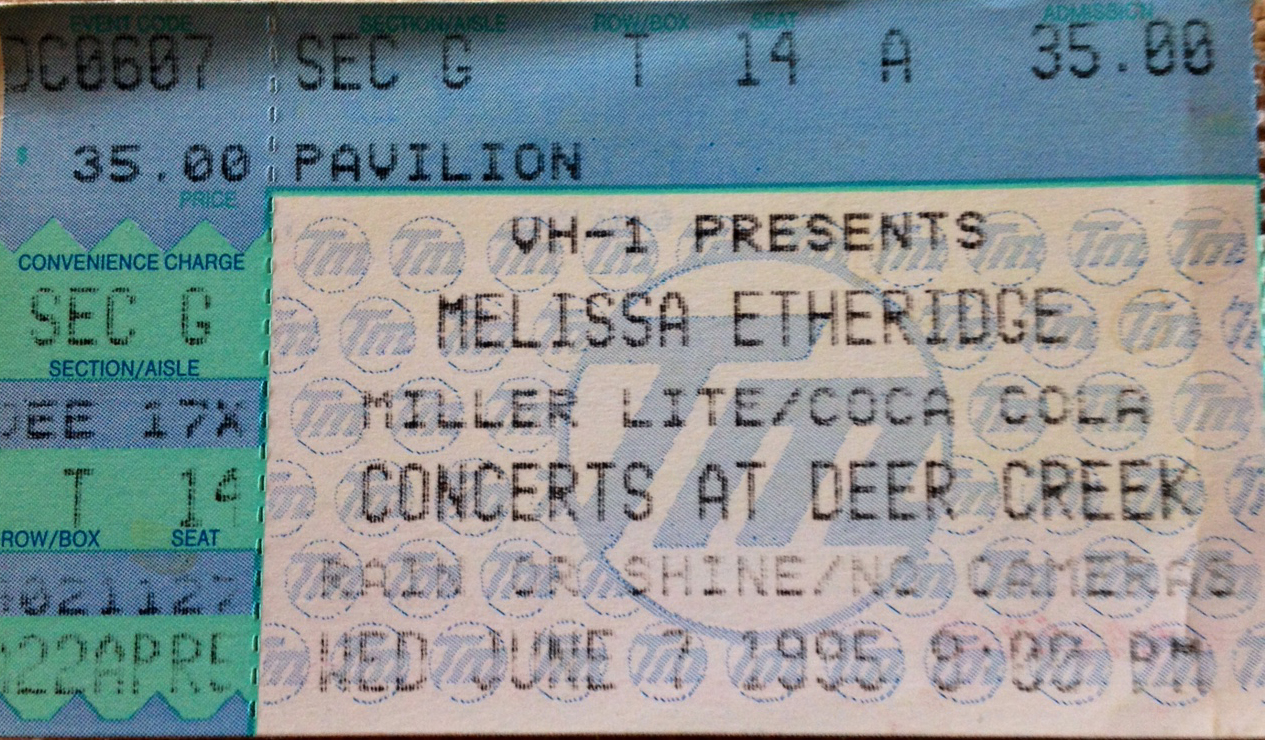
Melissa Etheridge bilhete do concerto, 1995

Em 1994, Etheridge tocou uma versão cover de "Burning Love" ao vivo em Memphis, durante a "It's Now Or Never", um Tributo a Elvis".
Em 1997, ela se apresentou no programa The Ellen DeGeneres Show.
Em outubro de 2004, Melissa foi diagnosticada com câncer de mama. No Grammy Awards de 2005, ela fez um retorno aos palcos e, apesar de careca por causa da quimioterapia, realizou uma homenagem a Janis Joplin cantando a canção "Piece of My Heart" num dueto com Joss Stone. Etheridge foi elogiada por seu desempenho, que foi considerado um dos destaques do show. A bravura de Etheridge foi louvada na canção India.Arie's "I Am Not My Hair".
Em 10 de setembro de 2005, Etheridge participou da ReAct Now: Music & Relief, uma maratona televisiva em prol das vítimas do Furacão Katrina. Um esforço contínuo da MTV, VH1, CMT, visava angariar fundos para a Cruz Vermelha Americana, o Salvation Army, e America's Second Harvest. Etheridge lançou uma nova canção, escrita especialmente para a ocasião chamado "Four Days". A a cappella incluía temas e imagens que foram noticiados durante a tragédia. Outras instituições de caridade ajudaram, inclusive a The Dream Foundation e Love Our Children USA.
Em 15 de novembro de 2005, Etheridge apareceu no Tonight Show performando sua canção "I Run for Life", que faz referência a sua própria luta com o câncer da mama e sua determinação para superá-lo, e visa incentivar a outros sobreviventes do câncer da mama e suas famílias. Depois de sua performance no Jay Leno lhe disse: "Obrigado por ser uma lutadora, garota".
Etheridge escreveu a canção "I Need to Wake Up" para o documentário An Inconvenient Truth, que ganhou o Oscar de Melhor Canção Original em 2006. A canção foi lançada apenas na versão melhorada do seu álbum de maiores hits, The Road Less Traveled.
Etheridge foi também uma juíza para a 5 anual The Independent Music Awards que apoiava "artistas com carreiras independentes".
Em 7 de julho de 2007, Etheridge realizado no Giants Stadium no American leg do Live Earth Etheridge cantou a música "Imagine That" e "What Happens Tomorrow" do The Awakening, seu décimo álbum, lançado em 25 de Setembro de 2007, bem como a canção "I Need to Wake Up" antes da chegada de Al Gore. Em 11 de dezembro de 2007 ela se apresentou no Nobel Peace Prize Concert em Oslo, Noruega, juntamente com uma variedade de artistas, sendo transmitido ao vivo para mais de 100 países. Além disso, ela se apresentou nos E.U.A. em 2008 no Democratic National Convention em 27 de agosto de 2008. Em julho de 2009, Etheridge anunciou através de seu website que ela e John Shanks começariam a gravar seu 11º álbum de estúdio no verão. Esta era a primeira vez desde 1999 que Etheridge e Shanks eram os únicos envolvidos na produção de um projeto. Mais detalhes foram lançados no final do ano.
Etheridge apareceu no documentário sobre câncer de mama intitulado 1 a Minute previsto para lançamento em 2010. O documentário está sendo feito pela atriz Namrata Singh Gujral e também terá pessoas que tiveram câncer de mama como: Olivia Newton-John, Diahann Carroll, Namrata Singh Gujral, Mumtaz e Jaclyn Smith bem como William Baldwin, Daniel Baldwin e Priya Dutt. No filme também estrela Kelly McGillis. E as estrelas do documentário serão Barbara Mori, Lisa Ray, Deepak Chopra e Morgan Brittany.
Etheridge também participou de uma festa de audição privada hospedado no Clark Sunset Sessions Michele 2010. Ela estreou seu novo álbum Fearless Love no evento realizado no Rancho Bernardo Inn, onde ela respondeu perguntas e tocou um set acústico de seus novos singles na frente de participantes de convenções e cerca de 50 ouvintes da estação host KPRI / SAN DIEGO.
Etheridge cantou sua faixa-título "Fearless Love" de seu novo álbum e "Come to My Window" de 1993, no programa Dancing With the Stars em 27 de abril de 2010 , e performou "Fearless Love" nos programas The Ellen DeGeneres Show, Good Morning America, The View, QVC, Oprah e Jay Leno.
Em julho de 2010 foi uma das personalidades escolhidas para ter uma estrela na Calçada da Fama em 2011.

## Vida Pessoal
O pai Etheridge, John Etheridge, era um professor de psicologia do ensino médio, orientador e diretor atlético em sua terra natal, Leavenworth, na Leavenworth High School . Ele morreu em 1993. Sua mãe Elizabeth, era uma dona de casa e um analista de sistemas e agora está aposentada.
Etheridge é famosa pelo fato de ser uma ativista dos direitos gay, depois de ter se assumido publicamente como lésbica em janeiro de 1993 no Triângulo Ball, uma celebração lésbica/gay e Presidente Bill Clinton's na primeira inauguração. Ela também é comprometida para as questões ambiental e, em 2006, ela visitou os E.U. e Canadá, usando biodiesel.
Etheridge teve uma relação longa com Julie Cypher, e sua relação ocasionalmente recebeu cobertura da imprensa. Durante esta parceria, Cypher deu à luz dois filhos, Bailey Jean, nascido em 10 de fevereiro de 1997, e Beckett, nascido em Novembro de 1998, filhos do doador de esperma David Crosby.
Em 2000, Cypher começou a reconsiderar a sua sexualidade e em 19 de setembro de 2000, Cypher e Etheridge anunciaram que estavam se separando. Em 2001, Etheridge documentou sua ruptura com Cypher e outras experiências em seu livro de memórias A verdade é ... My Life in Love and Music. No livro, Etheridge conta que ela foi molestada por sua irmã, Jennifer, em cinco anos, como uma criança, e menciona um suposto affair Cypher teve com k.d. lang.
Em abril de 2003, Etheridge se envolveu com a atriz Tammy Lynn Michaels. As duas se casaram em Malibu, Califórnia em 20 de setembro de 2003. Seu casamento foi celebrado na InStyle do ABC Celebrity Weddings.
Em outubro de 2004, Etheridge foi diagnosticada com câncer de mamae submetida a quimioterapia.
Em outubro de 2005, em honra do "Breast Cancer Awareness Month", Etheridge apareceu na Dateline NBC com Michaels para discutir a sua luta contra o câncer. Até o momento da entrevista, o cabelo Etheridge tinha crescido de volta depois de estar perdido durante a quimioterapia. Ela disse que sua companheira foi um grande apoio durante a doença. Etheridge também discutiu sobre maconha medicinal , enquanto ela recebia a quimioterapia. Ela disse que a droga melhorou o seu humor e aumentou seu apetite. Pacientes com quimioterapia muitas vezes têm dificuldade de comer por causa náuseas.
Em abril de 2006, Etheridge anunciou que Michaels estava grávida de gêmeos através de um doador de esperma anônimo. Michaels deu à luz um filho, Steven Miller, e uma filha, Johnnie Rose, em 17 de outubro de 2006.
Em outubro de 2008, cinco meses após a Suprema Corte da Califórnia derrubar a proibição estadual ao casamento do mesmo sexo, Etheridge anunciou que ela e Michaels estão planejando se casar, mas estão "tentando encontrar o momento certo ... para baixar e fazer ele".
Em novembro de 2008, em resposta à aprovação da California's Proposition 8 proibindo o casamento gay, Etheridge anunciou que não pagaria os impostos estaduais como um ato de protesto civil.
Etheridge apoiou Barack Obama em sua campanha para presidente por decisão "de ter um cristão conservador e opositor do casamento entre homossexuais." Rick Warren falou na inauguração presidencial de 2009, acreditando que ele pode patrocinar o diálogo para diminuir o fosso entre héteros e homossexuais cristãos. Ela declarou em sua coluna no The Huffington Post que "Claro, existem muitas pessoas odiosas que sempre guardam a sua intolerância como uma criança com um cobertor. Mas também existem pessoas boas lá fora, Christian e outra que estão começando a ouvir".
Em 15 junho de 2009 em entrevista ao Anderson Cooper, Etheridge admitiu que ainda usa maconha para diminuir os efeitos do refluxo ácido ou em situações extremamente estressantes. A maconha medicinal é legal no estado da Califórnia.
Em 15 de abril de 2010 Etheridge e sua esposa Tammy Lynn Michaels anunciaram a separação.

## Premiações
No Juno Awards, em 1990, Etheridge ganhou o prêmio de Entertainer of the Year International.
Etheridge ganhou o Grammy de Melhor Performance Vocal Rock Feminino duas vezes em sua carreira, com as canções "Ain't It Heavy", em 1992, e "Come to My Window" em 1994.
Em 1996 ela foi premiada pela ASCAP, como Songwriter of the Year Award.
Em 2001, ela ganhou o Prêmio guitarra Gibson para Violão Best Rock: Feminino.
Em 2006, no 17th GLAAD Media Awards, Etheridge recebeu GLAAD de Stephen F. Kolzak Award, honrando abertamente os gays, lésbicas, bissexuais ou transgêneros profissionais da mídia que fizeram uma diferença significativa na promoção da igualdade de direitos. Além disso, ela foi premiada com o "Greatest Hits: The Road Less Traveled".
Em 25 de fevereiro de 2007, Etheridge recebeu o Oscar de Melhor Canção Original com "I Need to Wake Up", tema do documentário estrelado por Al Gore, Uma Verdade Inconveniente. O prêmio foi apresentado por Queen Latifah e John Travolta.
Em 18 de fevereiro de 2009, Etheridge foi nomeada a Celebrity Marshall para 2009 no Boston Pride Parade, pelo Comitê de Boston.